# Solimán II de Rum
Solimán II de Rum, también conocido como Rukn ad-Din Suleiman Shah (en persa: رکن الدین سلیمان شاه‎, fue el sultán selyúcida de Rum entre 1196 y 1204.
Era hijo de Kilij Arslan II y derrocó a su hermano Kaikosru I en 1196.
Luchó con los señores de la región y extendió los dominios del sultanato. En 1201 conquistó Erzurum, que otorgó en calidad de feudo a Mughiz al-Din Tugrulshah en 1202. Venció a los bizantinos en las guerras que disputó con ellos, pero fue derrotado a su vez por los georgianos en la batalla de Basiani de 1203.
Le sucedió efímeramente Kilij Arslan III en 1204-1205, pero Kaikosru logró regresar a Konya, derrocó a Kilij y se hizo de nuevo con el poder.
| Precedido por Kaikosru I | Sultán de Rum 1196-1204 | Sucedido por Kilij Arslan III |